# کوه جفرسون
کوه جفرسون (به انگلیسی: Jefferson Peak) یک قله و کوه در ایالات متحده آمریکا است که در شهرستان ماسون (واشینگتن) واقع شده‌است.